# Külügyi Szemle
A Külügyi Szemle (1973-2001 között Külpolitika) a Magyar Külügyi Társaság Közlönye volt, 1920 és 1944 között, majd 1973-tól jelenik meg. A két világháború közti, valamint az 1970-es évektől magyar külpolitikai szakirodalomból szolgál bőséges anyaggal.

## Története
Megjelent 1920-1925-ig és 1929-1939-ig évente 4 számban, 1940-1943-ig évi 6 alkalommal, 1944-ben pedig 4 alkalommal. Kiadása szünetelt 1926-1928-ig. Melléklapja a Külügyi Értesítő (1920–1921) volt.Szerkesztője Horváth Jenő diplomáciatörténész volt. További munkatársak: Drucker György,  Egyed István, Eöttevényi Olivér, Gratz Gusztáv, Magyary Géza, Paikert Lajos, Wlassics Gyula
1973-ban ismét elkezdték a folyóirat kiadását Külpolitika címmel, a Magyar Külügyi Intézet  (2014-től: Külügyi és Külgazdasági Intézet) gondozásában. Kezdetben egy szerkesztőbizottság – Salgó László megbízott főszerkesztő irányításával  – végezte a lap összeállítását. 1974-1985-ig Baranyi Gyula lett a lap főszerkesztője, őt Hardi Péter váltotta egy évre. 1986-87-ben Major László, majd 1988-tól Balázs József 1995-ben pedig Papp Gábor irányította a folyóiratot. 2001-ben a Külpolitika lényegében megszűnt, abban az évben egy összevont lapszám jelent meg (2001/1-2.). 2002-től a  – kezdetben kormányzati, majd 2007-től magánalapítvány formájában működő – Teleki László Intézet visszatérve a folyóirat második világháború előtti címéhez, ismét Külügyi Szemle címen adta ki a külpolitikai periodikát. Az évfolyamszámozás ekkor újrakezdődött.
2007-ben a Telekitől a Magyar Külügyi Intézethez került a folyóirat, főszerkesztője – 2002 óta- továbbra is Magyarics Tamás maradt. 2019-ben Klinghammer István főszerkesztő vezetésével a 18. évfolyamot jegyzik. 2019 májusában az Arcanum Újságokban fizetős hozzáférés, a Hungaricana közgyűjteményi portálban pedig ingyenesen hozzáférhetővé váltak a folyóirat 1973 és 2014 közötti számai. Az Országgyűlési Könyvtárban személyes megjelenés mellett kereshetők a lap 1920–1944 között megjelent példányainak digitalizált változatai.

## Külső linkek
- Hungaricana ingyenes hozzáférés
- Arcanum fizetős hozzáférés
- Országgyűlési Könyvtár digitalizált példányok (csak személyesen a könyvtárban)